# My Love (canção de Westlife)
"My Love" é o segundo single do álbum Coast to Coast da boy band irlandesa Westlife e o 7º no total, foi lançado em 30 de outubro de 2000. "My Love" ficou em primeiro lugar nas paradas britânicas e também da Irlanda, Argentina e Suécia.
A canção se tornou o 7º single número um e foi o 35ª melhor venda de singles em 2000, ambos no Reino Unido.

## Faixas
CD1
1. "My Love" (Radio Edit) — 3:52
2. "If I Let You Go" (USA Mix) — 3:40
3. "My Love" (USA Video) (videoclipe americano)

CD2
1. "My Love" (Radio Edit) — 3:52
2. "My Love" (Instrumental) — 3:52
3. "My Love" (Video)

## Sobre o videoclipe
A cena de abertura do vídeo da música mostra os membros da banda esperando no aeroporto de Shannon, onde Nicky informa os membros da banda que o último vôo acaba de ser cancelado. Os membros da banda se chateiam com a notícia e Brian exclama que ele está indo para casa. Os outros seguem e a música começa. A primeira estrofe tem lugar dentro do aeroporto e durante o refrão, a cena muda para Limerick (Catherine St) uma cidade da Irlanda. Harstonge house em Harstonge st (ou Oznam house como também conhecido) pode ser vista claramente no vídeo como eles andam na rua. Após o fim do primeiro refrão, a cena muda para a estação de trem de Colbert em Limerick. Então, novamente, durante o segundo refrão, a cena muda para Lahinch Beach, Condado de Clare e em Kilkee, (Condado de Clare). Durante o refrão final, os membros da banda cantam em cima do Falésias de Moher, Condado de Clare.

## Paradas
| País/Parada                                    | Posição |
| ---------------------------------------------- | ------- |
| Argentine Singles Chart                        | 1       |
| Australian Singles Chart                       | 36      |
| Belgian (Flanders) Singles Chart (Ultratop 50) | 6       |
| German Singles Chart                           | 57      |
| Irish Singles Chart                            | 1       |
| Netherlands Singles Chart (Dutch Top 40)       | 9       |
| New Zealand Singles Chart                      | 3       |
| Norwegian Singles Chart                        | 3       |
| Swedish Singles Chart                          | 1       |
| Swiss Singles Chart                            | 38      |
| UK Singles Chart                               | 1       |

- Nota: também  # 71 no mundo e 100 Singles  # 1 em várias rádios nas Filipinas.

Parada de fim de ano
| Parada de fim de ano | Posição |
| -------------------- | ------- |
| UK Singles Chart     | 35      |